# Монца
Монца (на италиански: Monza) е град и община в Северна Италия, област (регион) Ломбардия център на провинция Монца и Брианца. Тук се намира и пистата за Формула 1 Аутодромо Национале ди Монца. Население 121 606 жители (от преброяването към 31 август 2009).

## География
Градът се пресича от река Ламбро. Надморска височина 162 м.
От 11 юни 2004 г. официално е главен административен център на провинция Монца е Брианца.

### Климат
През 2000 г. средната годишна температура е 11,6 °C, през зимата средната температура е 4 °C, а през лятото – 18,9 °C.

## История и забележителности
Свидетелства за нейното съществуване има още от келтски времена. Историческа важност добива по времето на Лонгобардите. Основна забележителност на града е катедралата – готическа църква, изградена през 14 век на мястото от предишния баптистерий.
Фасадата на църквата, направена от зелен и бял мрамор е разширена и завършена от Matteo da Campione (1396). На лявата страна на базиликата е камбанарията, висока 80 метра, издигната през 1606 от архитекта Ерколе Турати. Вътрешността на катедралата е трансформирана в чист бароков стил през 17 и 18 век. Сградата има розов стъклен прозорец, направен от братя Бертини през 1890 г.
Параклиса на кралица Теодолинда е украсен с афрески на Жаватари – творец, принадлежащ към художниците от т.нар. флорален готически стил (1444).
В същия параклис се съхранява и Желязната корона – Corona Ferrea. Древна легенда разказва, че в нея е вмъкнат един от шиповете от кръста на Христос, открит от св. Елена и дадена на нейния син, император Константин. От векове Желязната корона е използвана при коронясване на крале и знаменити хора в Италия, като Ото I (Otto I), Беренгарио I (Berengario I), Конрад II (Conrad II), Конрад III (Conrad III), Хенри IV (Henry IV), Чарлс IV (Charles IV), Чарлс V (Charles V), Наполеон (Napoleon) и Фердинанд от Хабсбург (Ferdinand of Hapsburg). На 26 май 1805, в църквата Duomo в Милано, Наполеон Бонапарт е коронясан като крал на Италия и на главата му е положена Желязната корона.
В музея на катедралата е и т.нар. Съкровище, което представлява колекция от варварски антики, които датират от периода, между 4 и 9 век.
От 14 век датира и църквата „Santa Maria in Strada“. Нейната фасада в готически стил е направена от червена печена глина. Отпред е сложена готическа статуя на Дева Мария и малкия Христос.
Кралската вила (Villa Reale) e неокласическо здание, поръчана от ерцхерцога на Австрия – Фердинанд. Вилата е изградена между 1776 и 1780 г. по проект на архитекта Ф. Пиермарини, който проектира и миланската Ла Скала. Вилата е използвана като лятна кралска резиденция. Около нея има поляни и малко езеро с лебеди и диви патици.
Оранжерията е съединена с вилата чрез кръгла стая, декорирана през 1789 г. от Андрея Апиани, със стенописи представящи сцени от баснята „Ерос и Психея“. Оранжерията и откритата градина са посещавани предимно през пролетта и ранното лято, когато се провежда международна изложба на рози.
Създаден през 1806 г., паркът към вилата обхваща 800 хектара.
В северната част на парка е пистата за Формула 1, отворена през цялата година. Сред известините състезания, провеждащи се там са Grand Prix на Формула 1, италианския Motorbike Championship, както и световния Superbike Championship.

### Транспорт
До Монца се стига по магистрала A4 Torino-Trieste, както и северната (A52) или източната (A51) част на околовръстния път на Милано.

### Градски транспорт
Монца разполага с 6 градски автобусни линии.

## Спорт
Представителният футболен отбор на града се казва АК Монца.

## Личности
Родени
- Пиерлуиджи Казираги (р. 1969), италиански футболист и треньор

Починали
- Алберто Аскари (1918 – 1955), италиански автомобилен пилот
- Рони Петершон (1944 – 1978), шведски автомобилен пилот